# Amador County
Amador County is een van de 58 county's in de Amerikaanse deelstaat Californië. Amador werd gevormd in 1864 uit delen van Calaveras en El Dorado County. In 1864 werd een deel van de county gegeven aan Alpine County. De county kreeg haar naam van Jose Maria Amador, een soldaat, mijnwerker en veeboer. Hij was de zoon van sergeant Pedro Amador, die in 1771 in Californië kwam wonen. In 1848 stichtte Jose Maria Amador een succesvol goudmijnkamp samen met enkele inheemse Amerikanen. Het woord amador betekent in het Spaans 'iemand die liefheeft'.

## Geografie
De county heeft een totale oppervlakte van 1566 km² (605 mijl²) waarvan 1536 km² (593 mijl²) land is en 30 km² (12 mijl²) of 1.94% water is.

### Aangrenzende county's
- Calaveras County - zuiden
- San Joaquin County - zuidwest
- Sacramento County - westen
- El Dorado County - noorden
- Alpine County - oosten

### Steden en dorpen
- Amador City
- Ione
- Jackson
- Plymouth
- Sutter Creek